# 美咲町立加美小学校
美咲町立加美小学校（みさきちょうりつ かみしょうがっこう）は、岡山県久米郡美咲町にある公立小学校。

## 沿革
- 1908年（明治41年）4月 - 加美小学校を開設する[1]。
- 1941年（昭和16年）4月 - 久米郡加美国民学校に改称する。
- 1947年（昭和22年）4月 - 久米郡加美小学校に改称する。
- 1955年（昭和30年）1月 - 1町3村の合併で中央町となる。校名を中央町立加美小学校に改称する。
- 2005年（平成17年）3月 - 久米郡4町の合併により、校名を美咲町立加美小学校に改称する。

## 校歌
- 加美小学校校歌（作詞：石井楚江、作曲：佐藤吉五郎）[1]

## 通学区域
- 原田、越尾、新城、金掘、小原、西幸、頼元[2]

## 校区内の施設など
- 美咲町立中央中学校 - 進学先中学校[2]
- 稲荷山城跡